# Motobloc
Motobloc est le nom d'un constructeur français d'automobiles et de vélomoteurs installé à Bordeaux (France) de 1902 à 1961. 

## Histoire
La Société anonyme des automobiles Motobloc a été créée à Bordeaux en juin 1902 pour l’exploitation des brevets Schaudel sur le « bloc-moteur » regroupant, de manière très innovante pour l'époque, le moteur, l’embrayage et la boîte de vitesses, dispositif adopté par tous les constructeurs par la suite. 
Les premières voitures produites sous la marque « Motobloc » sont engagées dans différentes courses où elles figurent honorablement. Lors du Paris-Madrid 1903, les trois voitures engagées arrivent à Bordeaux où la course est interrompue. Une voiture se classe onzième du Grand Prix de l'ACF 1907, une autre treizième du Grand Prix de l'ACF 1908 et Motobloc place une automobile à la cinquième place du premier rallye de Monte-Carlo organisé en 1911. Une Motobloc 4 cylindres participe à la grande course New York-Paris en 1908.
Des usines Motobloc, installées 90 à 134 rue des Vivants dans le quartier de la Bastide à Bordeaux, sortent différents modèles d'automobiles (O, OB…), des véhicules de luxe, des moteurs marins destinés à la plaisance à partir de 1910. 

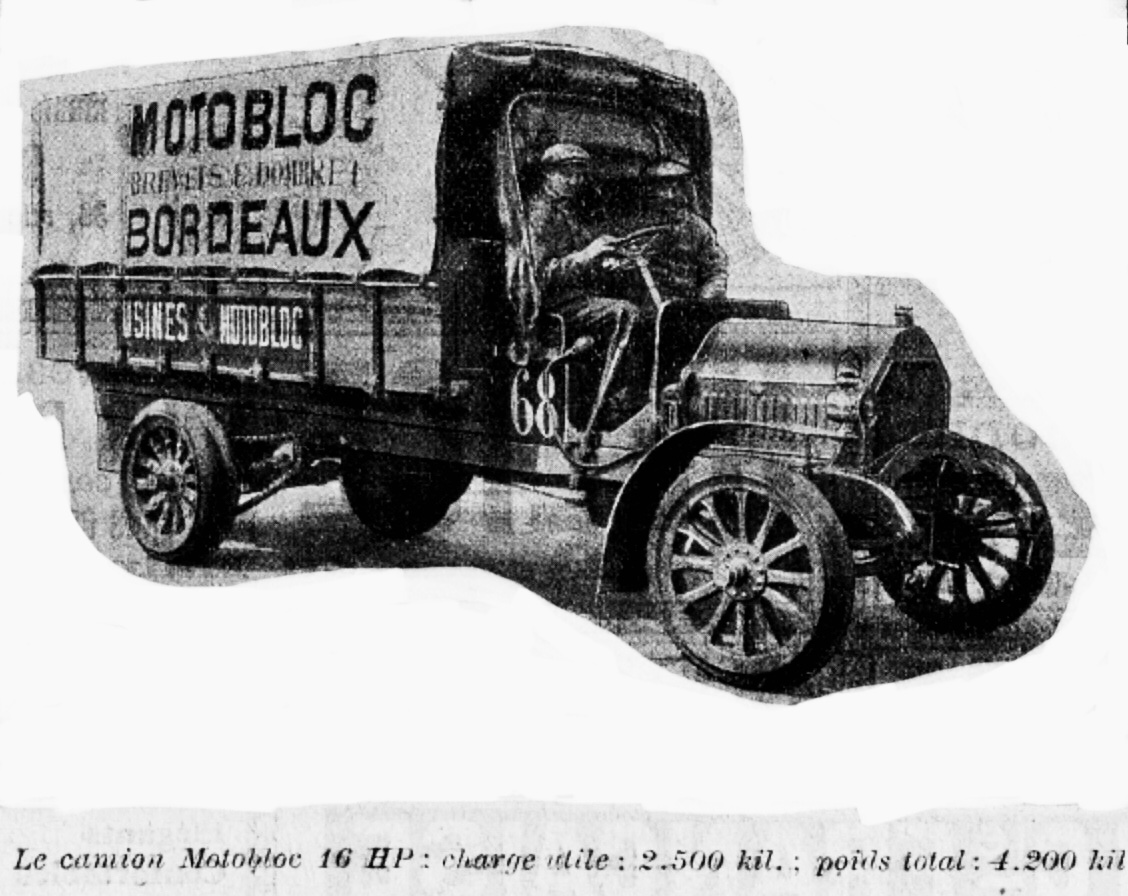
Camion Motobloc 16 HP.

L'usine produit aussi des véhicules poids-lourds, dont des camions militaires à la veille de la Première Guerre mondiale.
À partir de 1914, la production comprend des obus de 75, 105 et 155 mm et des moteurs d'avion Salmson en 1917.
La production d'automobile reprend durant l'entre-deux guerres, jusqu'en 1932. Concurrencée par des marques comme Renault ou Citroën ayant su développer des méthodes modernes de fabrication et de commercialisation, la société Motobloc dépose le bilan en 1933. Relancé par Marcel Bloch , Motobloc produit des moteurs diesel à partir de 1934, puis, à partir de 1948, des moteurs 2 temps de cyclomoteurs, des cyclomoteurs et des motocyclettes ainsi que des moteurs à refroidissement par air.
En raison de difficultés financières après l'arrêt de l'atelier de munitions, l'usine qui avait employé jusqu'à 1500 ouvriers, ferme définitivement en 1961.
Il y a une évidente parenté entre l'insigne de Motobloc (trois croissants entrelacés) et le logo actuel de la ville de Bordeaux.
La marque Motobloc et son logo ont été à nouveau déposés en 2013 par un artisan bordelais.

## Cinéma
- Dans les premières minutes du film Chitty Chitty Bang Bang, on aperçoit brièvement en gros plan le nom de Motobloc inscrit sur un des murs de l'usine.
- Une Motobloc a également tourné dans le film de François Truffaut Les Deux Anglaises et le Continent.

## Galerie d'images

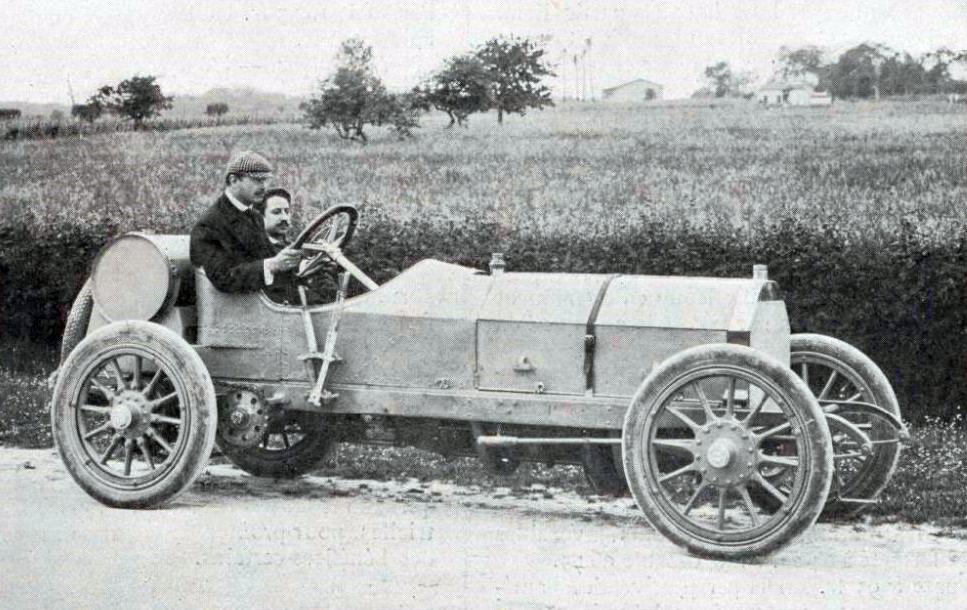
La voiture Motobloc au Grand Prix de l'ACF 1907.
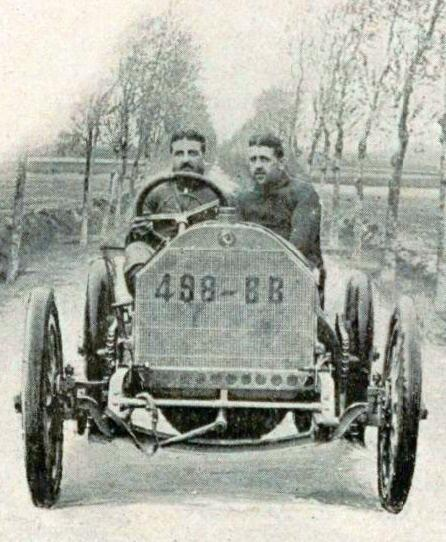
Et celle de Louis Pierron au Grand Prix de l'ACF 1908.
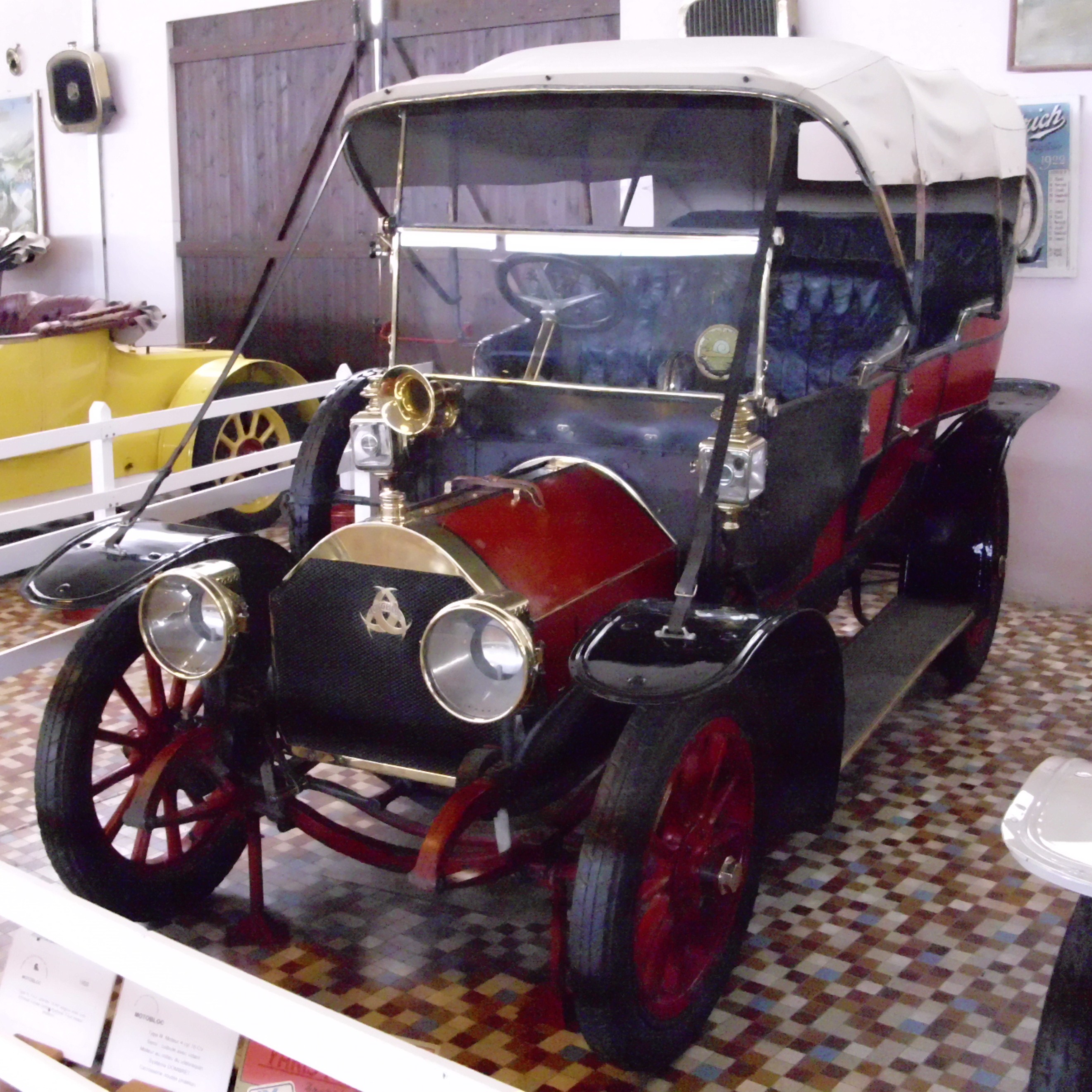
Une Motobloc de 1908.
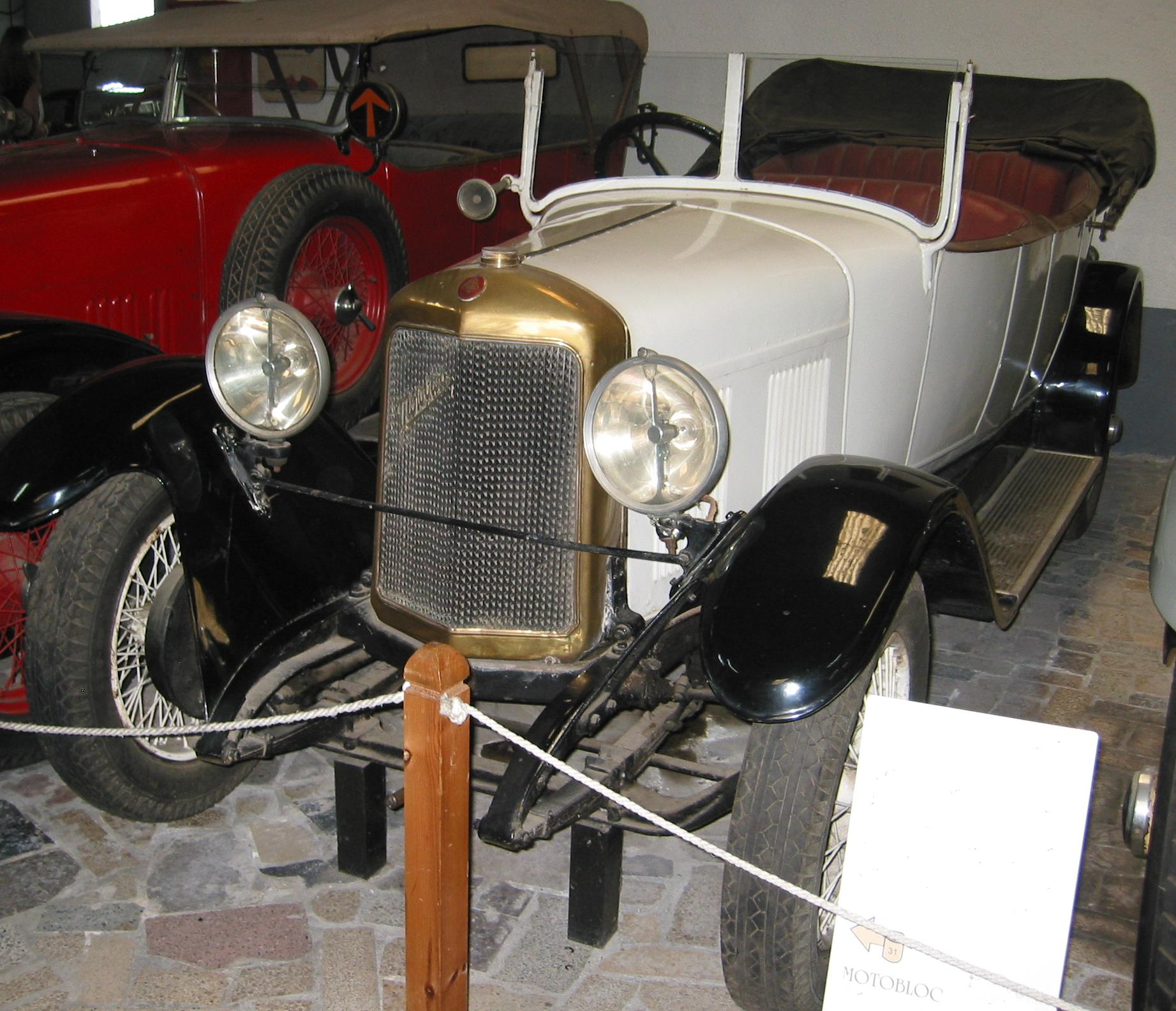
Une Motobloc de 1925
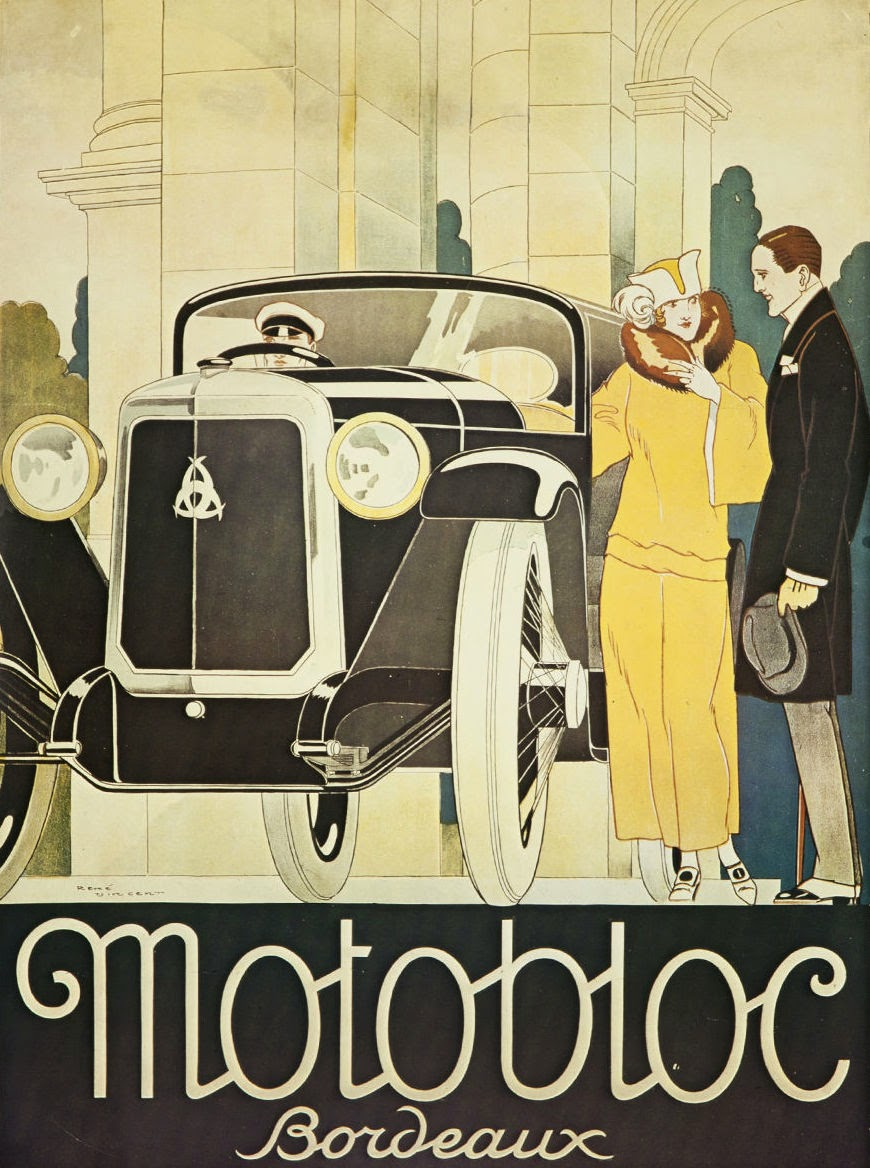
Affiche publicitaire pour les véhicules MOTOBLOC au Musée d'Aquitaine.